# Бругера, Таня
Таня Бругера (исп. Tania Bruguera, род. 1968) — кубинская художница, перформансистка. Живёт и работает в Нью-Йорке и Гаване. Работы художницы находятся в собраниях МоМА, Музее искусств Бронкса, Музее изящных искусств Гаваны.

## Биография
Родилась в семье дипломата Мигеля Бругераса, после 18-летия сменила фамилию на Бругера — по признанию самой художницы, это был «первый акт политического бунта» с её стороны.
Как член дипломатической семьи, жила заграницей вместе с отцом — в Париже, Ливане и Панаме, в 1979 году вернулась на Кубу вместе с матерью и сестрой. Позднее, успешная международная карьера художницы и её семейные связи с политическим кубинским классом будут подвергнуты критике.
С 1980 года она стала заниматься в начальной школе пластических искусств в Гаване, где познакомилась с междисциплинарными и экспериментальными художественными практиками — так, поощрялись занятия на открытых пространствах, на природе и на улицах, взамен аудиторных.
Бругера поступила в Высшую школу искусств в Гаване и позже получила стипендию на обучение в Институте искусств в Чикаго.
Она является основателем и директором Catédra Arte de Conducta, первой программы изучения перформанса в Латинской Америке (курс в Высшей школе искусств в Гаване). В центре внимания  было обучение кубинцев различным стилям искусства и демонстрация того, как искусство можно использовать в качестве инструмента трансформации идеологии.
С 2003 года по 2010 она также являлась ассистентом профессора в Институте искусств Чикаго и приглашенным профессором Университета Венеции.

## Творчество
Будучи студенткой, Бругера испытала влияние художественной группы los ’80s, которая придерживалась радикализации художественных практик и возникла на фоне усилия американского концептуального искусства и изменений в странах социалистического блока. Таким образом, это в большой мере предопределило интересы художницы: распространение событий, внимание к семиотике, совмещение кубинской повестки дня и современных художественных практик.
В 1986 году Бругера провела первую из серии реконструкций работ Аны Мендьеты в Фототеке Кубы, это было начало десятилетнего проекта по восстановлению наследия Мендьеты на фоне официальной кубинской политики, направленной на стирание культурного вклада кубинских экспатриантов. Фонд Аны Мендьеты позднее выступил против этой акции, считая это вмешательством в их собственную программу восстановления.
В 1996 году Бругера уничтожила все остатки серии после финального выступления в Институте международного визуального искусства в Лондоне, исчерпывая конфликт и подчеркивая эфемерность и несущественность её концептуальной работы.
Работа Тани Бругеры в 1997 году «Бремя вины» (El peso de la culpa) была автором рассказа о том, что коренные жители Кубы поклялись есть грязь и ничего больше, чем быть пленниками испанских конкистадоров. Бругера интерпретировала свой акт поедания грязи как «оружие сопротивления». В своем выступлении Бругера стояла голая с тушей ягненка, свисавшей с её шеи, создавая физическую и символическую нагрузку. В течение 45 минут она потребляла почву, смешанную с водой и солью, что представляло собой слезы. Как сказал Эдвард Рубин, «душераздирающая пьеса была впервые исполнена в Гаване, где зрителям должным образом напомнили, что свобода, свобода и самоопределение — это не абстрактные идеалы, а достижения, которые глубоко вписывают их значение в наше физическое существо».
В 2011 году Бругера начала работать над Immigrant Movement International, многокомпонентным художественным произведением. Бругера начала в 2011 году, проведя год в маленькой квартире в Короне, штат Квинс, с пятью иммигрантами и их детьми. Она интересовалась ситуациями, когда у некоторых иммигрантов возникали проблемы без документов на жительство, когда они пытались выжить за счет низкой заработной платы и без медицинской страховки. Проект, финансируемый Музеем искусств Квинса и некоммерческой художественной группой Creative Time, также включал открытие магазина в Нью-Йорке, где Бругера изначально планировала проводить художественные мастер-классы для иммигрантов, но обнаружила, что большинство людей, которые приходили в магазин, были заинтересованы в изучении английского языка или в поиске работы или юридической помощи.
В 2012 году она представила «Прибавочную стоимость» — совместную работу в рамках более крупного проекта Международного движения иммигрантов. Посетители музея ждали в длинной очереди, и некоторым разрешалось входить случайным образом, в то время как другим предлагалось пройти тесты на детекторе лжи, спрашивая об их истории путешествий. Выставочное пространство содержало четыре репродукции знаков из нацистских трудовых лагерей.
В 2017 году Бругера предложила себя в качестве кандидата на выборах президента Кубы в 2018 году в видео под названием #YoMePropongo. В этом проекте она предлагает аудитории представить, что они будут делать для будущего Кубы, будь они президентом. На сегодняшний день Бругера получила 70 видеоответов от обычных кубинцев, в которых выражается их желание реформировать коррумпированное правительство, включить доступное жилье и улучшить свою слабую экономику.
В 2018 году она оформляла Турбинный зал Тейт Модерн. Для установки Бругера покрыла часть пола термочувствительной чёрной краской; когда посетители сидели или лежали на нём, становилась видна часть огромного портрета сирийского беженца внизу. Куратор Кэтрин Вуд объяснила: «Это призыв к действию, потому что вы не сможете увидеть эту картину, если не присоединитесь ко многим, многим другим людям».
Бругера была арестована три раза в период с декабря 2014 года по январь 2015 года за организацию публичного выступления на площади Гаваны в Площади Революции. Она была задержана вместе с несколькими другими кубинскими художниками, активистами, блогерами и журналистами, которые участвовали в кампании «Yo Tambien Exijo». Кампания возникла после заявлений Рауля Кастро и Барака Обамы от 17 декабря 2014 года о восстановлении дипломатических связей. Первые аресты были сделаны во вторник, 30 декабря, после того, как Бругера объявила о намерении оставить открытый микрофон доступным для кубинцев, чтобы они могли свободно выражать свои мысли. Была задержана в июне 2020 года, за призыв к акции протеста после убийства Гензеля Эрнандеса.
Бругера участвовала в большом количестве международных выставок, в том числе в Documenta 11 (2002), в Стамбульской (2003) и Шанхайской (2004) биеннале.